# Artem Hromow
Artem Ihorowycz Hromow, ukr. Артем Ігорович Громов (ur. 14 stycznia 1990 w Stryju) – ukraiński piłkarz, grający na pozycji pomocnika.

## Kariera piłkarska

### Kariera klubowa
Urodził się w Stryju, a w 2000 przeniósł się z rodzicami do Połtawy. Wychowanek DJuSSz im.Horpynka w Połtawie, a potem klubu Mołod' Połtawa, barwy których bronił w juniorskich mistrzostwach Ukrainy (DJuFL). Latem 2007 rozpoczął karierę piłkarską w drużynie rezerwowej Worskły Połtawa. Dopiero 3 kwietnia 2010 roku debiutował w Premier-lidze. 31 maja 2016 podpisał 3-letni kontrakt z Dynamem Kijów. 3 marca 2017 za obopólną zgodą kontrakt został anulowany. 16 marca 2017 został piłkarzem rosyjskiego klubu Krylja Sowietow Samara. Jednak klub zakończył sezon na przedostatnim miejscu i został zdegradowany do Pierwszej dywizji, po czym 23 maja 2017 piłkarz anulował kontrakt z samarskim klubem. 16 sierpnia podpisał kontrakt z Zorią Ługańsk.

### Kariera reprezentacyjna
Od 2010 jest zawodnikiem młodzieżowej reprezentacji Ukrainy. 3 września 2014 debiutował w narodowej reprezentacji Ukrainy w wygranym 1:0 meczu z Mołdawią.